# 泰勒·佩里 (橄榄球运动员)
泰勒·佩里（英語：Taylor Perry，2000年7月23日—），加拿大女子橄榄球运动员。她曾代表加拿大七人制国家队参加2024年夏季奥林匹克运动会女子七人制橄榄球比赛，获得一枚银牌。